# Say Yeah
Say Yeah è un brano musicale del rapper statunitense Wiz Khalifa, pubblicato il 22 gennaio 2008 come suo singolo di debutto dalla Warner Bros. Records. Il singolo è stato prodotto da Johnny Juliano ed utilizza un campionamento di Better Off Alone di Alice Deejay del 1999.

## Tracce
CD singolo
1. Say Yeah (Album Version) – 4:06
2. Say Yeah (Radio Edit) – 4:01
3. Say Yeah (Instrumental) – 4:06
4. Say Yeah (A Cappella) – 4:00

## Classifiche
| Classifica (2008)                                 | Posizione massima |
| ------------------------------------------------- | ----------------- |
| U.S. Billboard Bubbling Under Hot 100             | 19                |
| U.S. Billboard Bubbling Under R&B/Hip-Hop Singles | 12                |
| U.S. Billboard Hot Rap Tracks                     | 20                |
| U.S. Billboard Pop 100                            | 96                |